# سيد أوبراين
سيد أوبراين (بالإنجليزية: Syd O'Brien) هو لاعب كرة قاعدة أمريكي، ولد في 18 فبراير 1944 في كومبتون في الولايات المتحدة.

## وصلات خارجية
- سيد أوبراين على موقعبيزبول رفرنس.كوم (الدوري الرئيسي) (الإنجليزية)
- سيد أوبراين على موقعبيزبول رفرنس.كوم (الدوري الثانوي) (الإنجليزية)